# Barygenys resima
Espèce
Barygenys resima est une espèce d'amphibiens de la famille des Microhylidae.

## Répartition
Cette espèce est endémique de la province de la Baie Milne en Papouasie-Nouvelle-Guinée. Elle se rencontre dans la chaîne Owen Stanley et dans les monts Pini.

## Publication originale
- Kraus, 2013 : Two New Species of Frogs Related to Barygenys exsul (Microhylidae) from New Guinea. Herpetologica, vol. 69, no 3, p. 314-328.